# Prasonisi

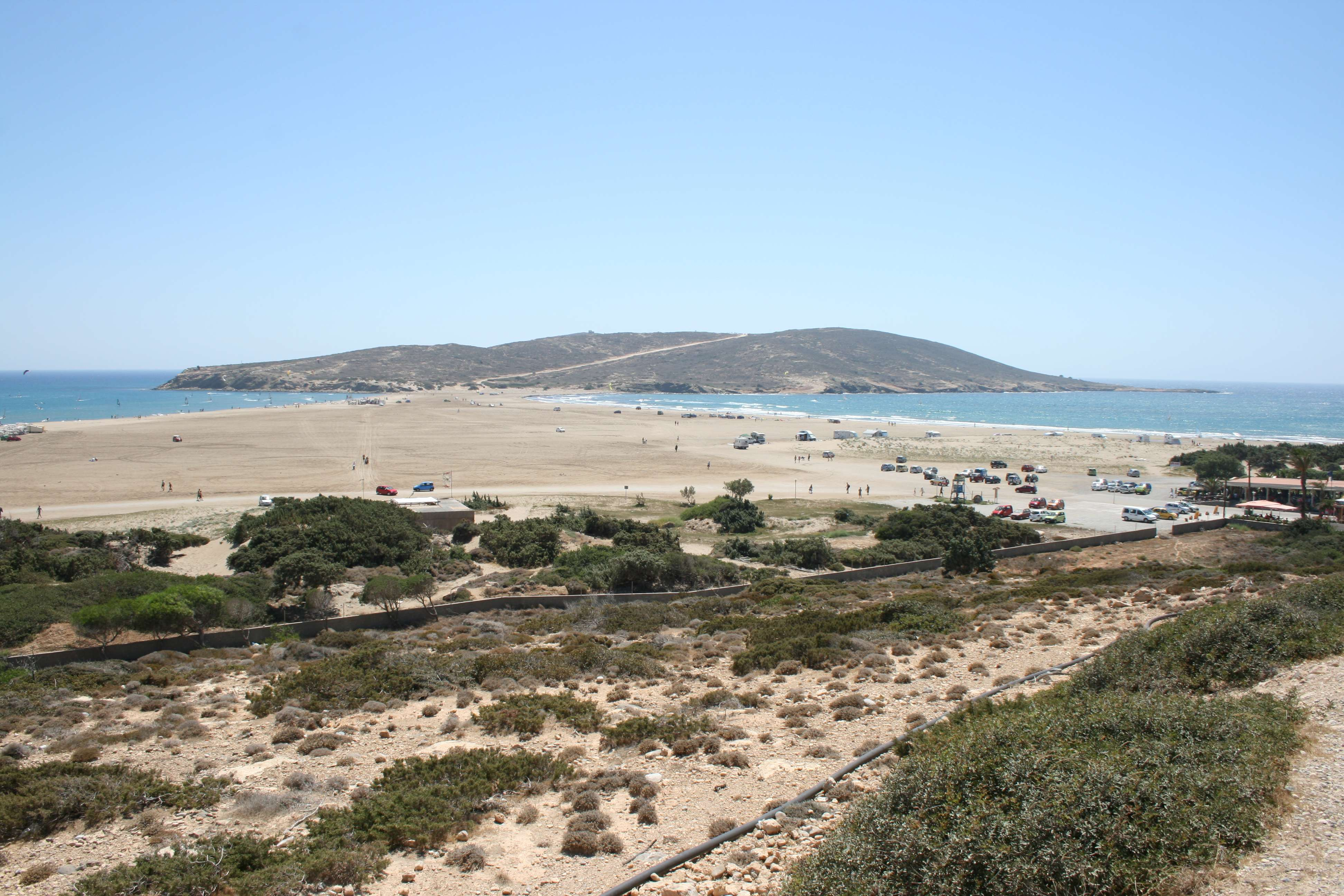
Prasonisi gesehen von Rhodos

Prasonisi (griechisch Πρασονήσι (n. sg.)) ist eine etwa 3 km² große, felsige Halbinsel, die durch eine Sandbank mit Rhodos verbunden ist.

## Geographie

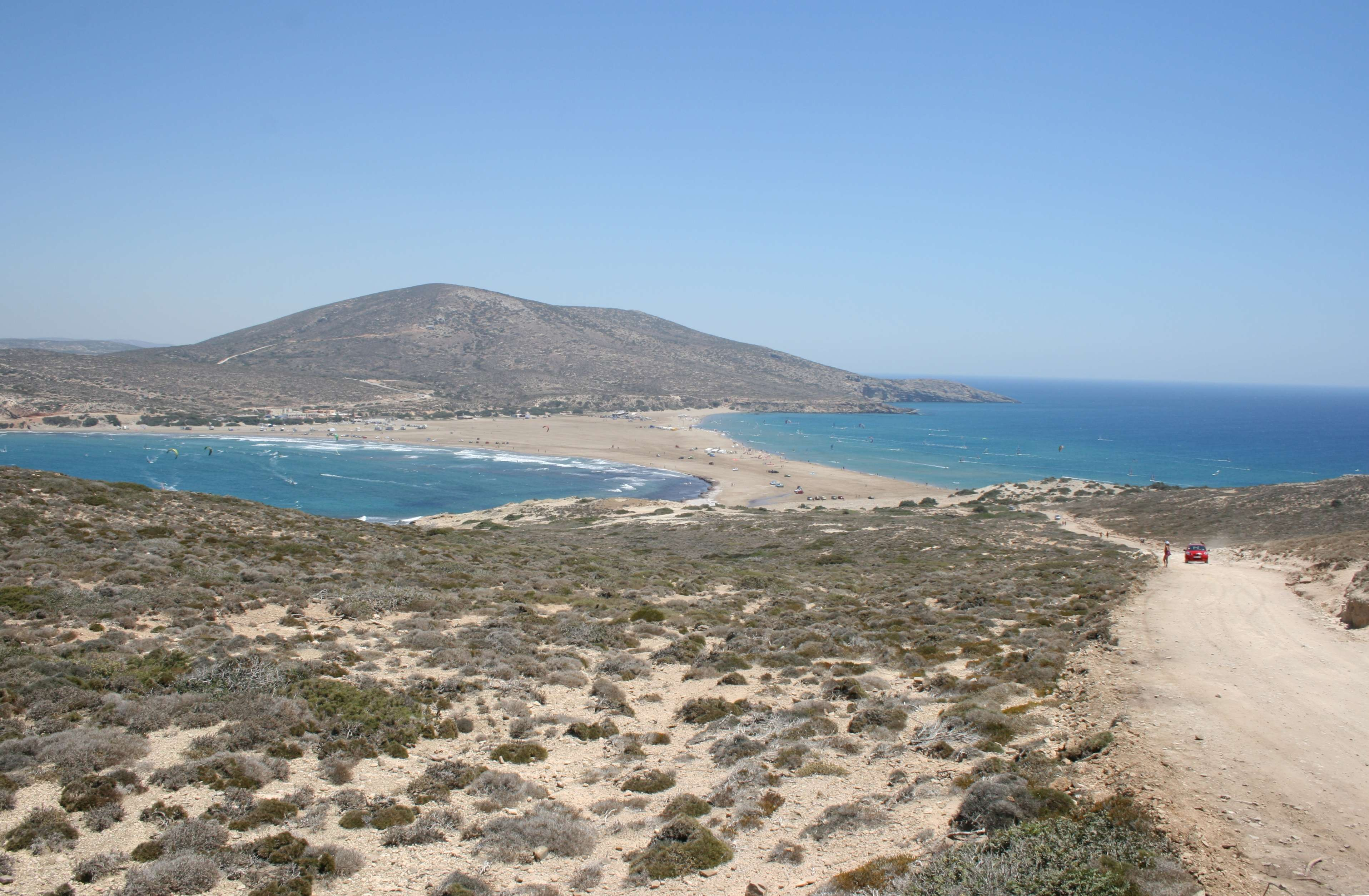
Blick von Prasonisi nach Norden. Die Sandbank trennt zwei Meere: Rechts das Mittelmeer, links das ägäische Meer.

Prasonisi ist etwa 2 km lang und 1,5 km breit und befindet sich am äußersten Südende der Insel Rhodos. Das Landschaftsbild der flach gegliederten und von Zwergstrauchvegetation geprägten Halbinsel wird zum Meer hin von Brandungszonen und einigen wenigen Sandbuchten im Lee bestimmt. Prasonisi ist durch einen aus Sand bestehenden Isthmus mit Rhodos verbunden. Dieser Isthmus von Prasonisi ist eine dynamische Struktur, deren Form sich fortwährend ändert. Bei Sturm mit hohen Wellen wird er regelmäßig überflutet, da dann Wellen den Uferbereich überwinden und die Sandbank unter Wasser setzen. Die Wassertiefe dieser Überflutung beträgt ca. 10 bis 30 cm. Unabhängig davon kann bei starken Stürmen ein Monate oder Jahre bestehen bleibender Durchbruch durch die Sandbank entstehen. Ein natürlicher Kanal verbindet dann beide Meeresseiten und Prasonisi wird zu einer Insel. In diesem Kanal entsteht bei kräftigem Wind eine starke Strömung. Eine Durchquerung des Kanals sollte mit Vorsicht angegangen werden, da es dabei schon zu mehreren Todesfällen gekommen ist.

## Lage

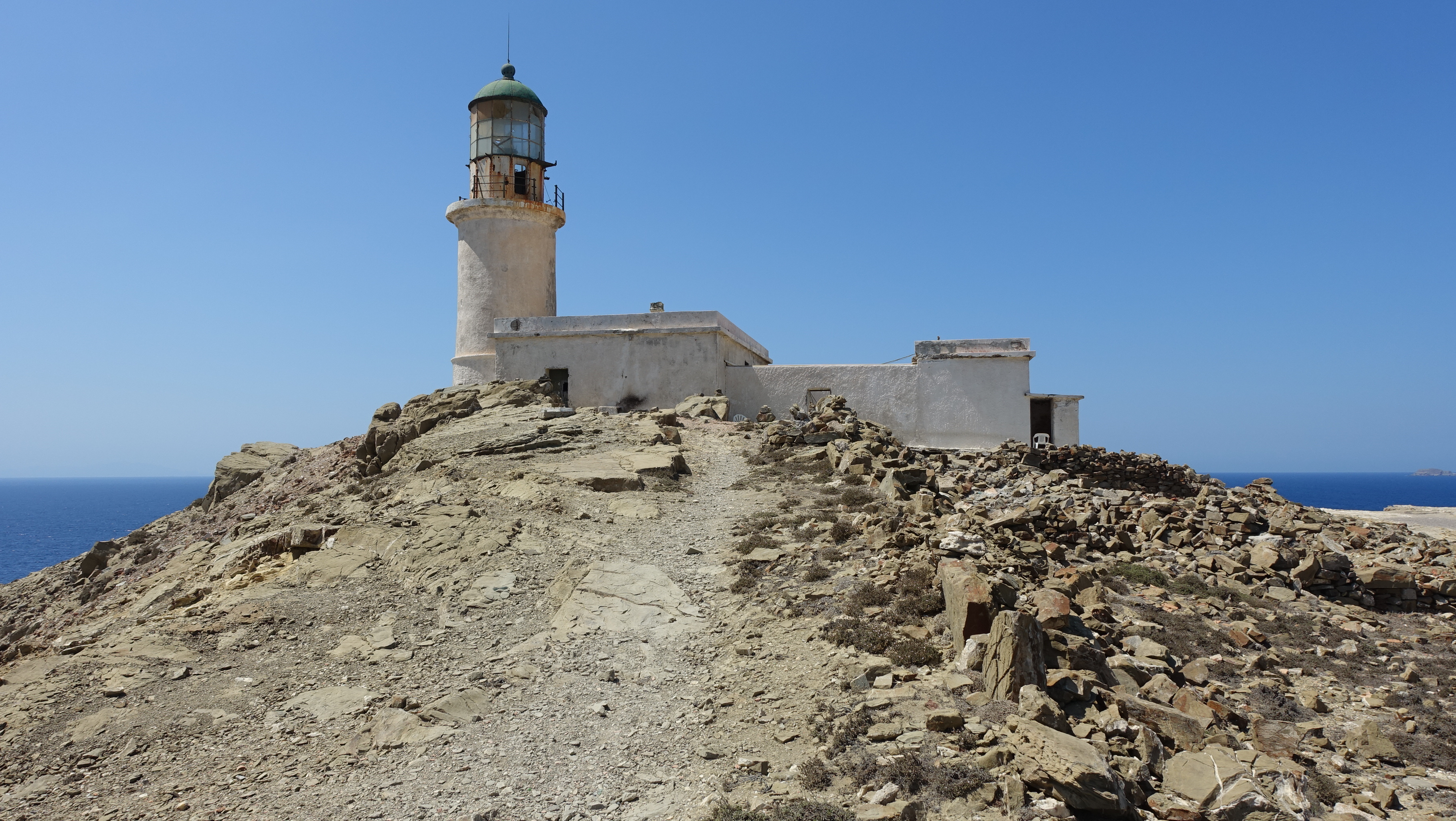
Alter Leuchtturm an der Südspitze (2024)

Zum Isthmus von Prasonisi führt eine Straße abwärts Kattavia, dem südlichsten Dorf von Rhodos. Auf Prasonisi führt der Weg weiter bis zur Südspitze zu einem alten Leuchtturm, etwa 11 km von Kattavia entfernt.

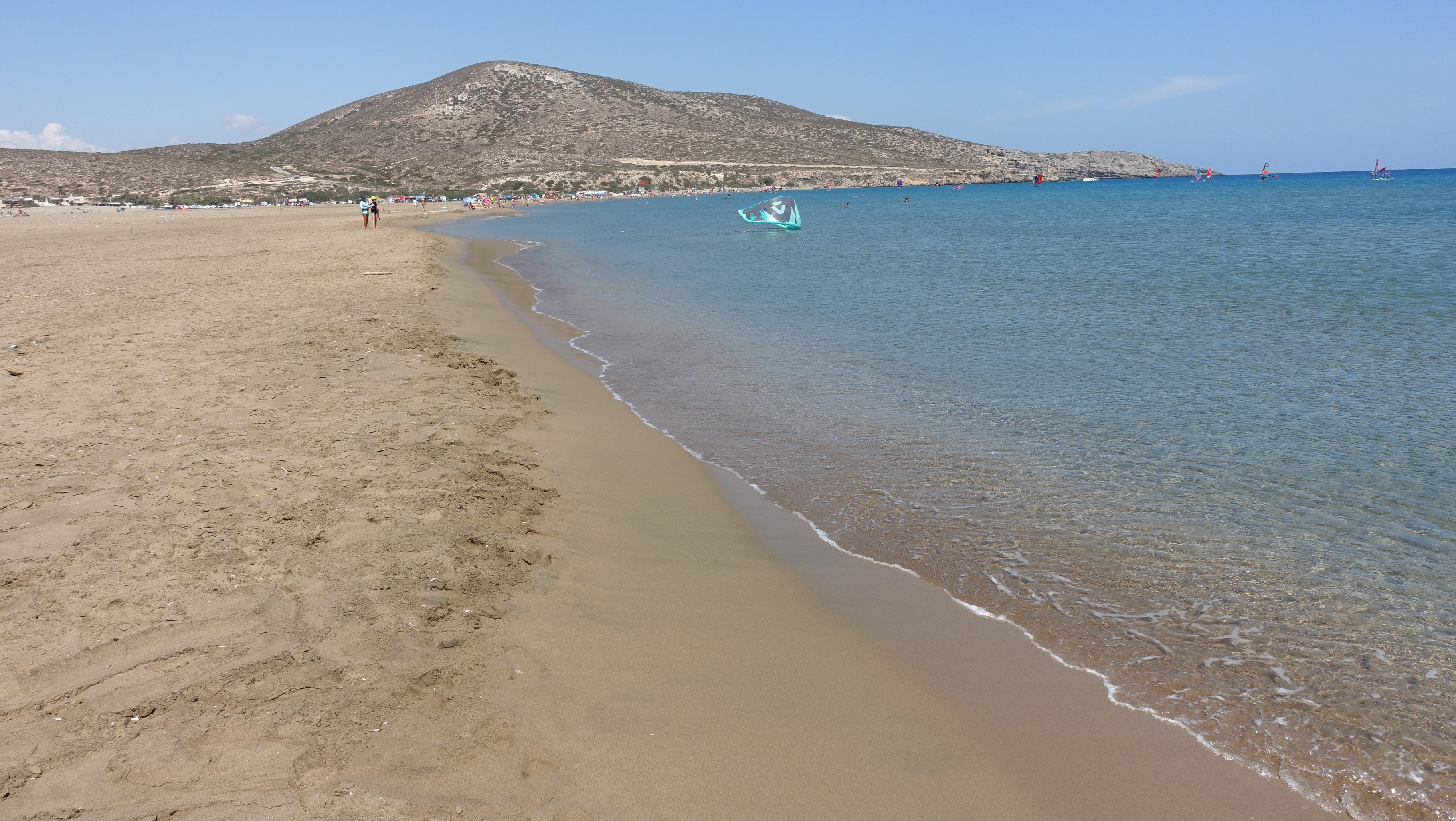
Feiner Sandstrand und viele Surfmöglichkeiten (2024)

## Geschichte
Am 9. Juli 1956 wurde Prasonisi von einem Tsunami getroffen. Dieser wurde durch ein Seebeben nahe der griechischen Insel Amorgos ausgelöst. Lokale Zeitungen berichteten damals, der Tsunami sei 9 m hoch gewesen und habe Prasonisi zeitweilig vom Festland abgeschnitten. Nach einer im Jahr 2007 durchgeführten Untersuchung mit Befragung von Augenzeugen und Vermessungen ergab sich jedoch eine Höhe von lediglich 2,10 m.

## Tourismus / Wirtschaft
Windsurfer und Kitesurfer finden aufgrund der oft guten Windverhältnisse in den Buchten beidseits vom Isthmus von Prasonisi gute Bedingungen. Seit Ende der 1980er Jahre erfolgte ein verstärkter touristischer Ausbau. Es wurden zwei Tavernen, zwei kleine Supermärkte, Unterkünfte und Surfverleih-Stationen errichtet. Für diese touristische Ansiedlung ist ebenso wie für den Isthmus und die Halbinsel die Bezeichnung Prasonisi gebräuchlich. 

## Elektrizitätsversorgung
Etwas oberhalb von Prasonisi, direkt neben der Straße von Kattavia nach Prasonisi, wurde Anfang der 2000er-Jahre ein großes Elektrizitätskraftwerk errichtet, das mit schwefelhaltigem, umweltschädlichen Schweröl von niedriger Qualität (Masut) betrieben wird. Zur Belieferung dieses Kraftwerks legen regelmäßig Tanker wenige hundert Meter vom Strand von Prasonisi entfernt an. Das Öl wird über eine unterirdisch verlegte Pipeline zum Kraftwerk gepumpt. Umweltgruppen versuchten vergeblich, die Errichtung des Kraftwerks auf juristischem Weg zu verhindern. Andererseits war durch den Tourismus der Strombedarf so stark angestiegen, dass das Stromkraftwerk an der Westküste der Insel bei Soroni den Bedarf nicht mehr decken konnte und es wegen Überlastungen häufig zu stundenlangen Stromausfällen kam.
Das Kraftwerk nahm im Sommer 2018 seinen regulären Betrieb auf.